# Пре него што заспим
Пре него што заспим ("Before I go to sleep") је први роман С.Ј. Ватсон-а објављен у пролеће 2011. Постало је бестселер и Sunday Times-а и Њујорк тајмса и преведен на преко 40 језика и постало бестселер у Француској, Канади, Бугарској и Холандији. Достигла је седмо место УС бестселер листе, највишу позицију првог романа Британског аутора од J. K. Rowling. Њујорк Тајмс је описао писца као "изненадну књижевну сензацију".Написао је роман између смена док је радио као аудиолог у National Health Service -у.

## Заплет
Роман је психолошки трилер о жени која пати од посебне врсте амнезије која јој не дозвољава да запамти нове ствари од догађаја који је изазвао амнезију (anterograde amnesia). Она се буди сваког дана не знајући ко је заправо. Роман прати њу како покушава да реконструише своја сећања из дневника које води. Схвата да се виђа са доктором који јој помаже при опоравку, да је њено име Кристина Лукас, да има 47 година, да је удата и да има сина. 
Како све више води свој дневник, све више расте и њена сумња о истини - ко је она заправо.

## Критике
- Јохн О'Конел писао за лист The Guardian пун хвале: " Изузетно остварен - Као David Nicholls-ов One Day- сјајним пример како необећавајућа високо-концептна идеја може да се трансформише вештим извршавањем", "Структура је тако задивљујућа да вас скоро одвраћа од квалитета писања. Без сумње, ово је веома добар трилер. ", он закључује.

## Награде
- Добитник за 2011-ту Crime Writer's Accusation John Creasey (New Blood) Dagger
- Добитник Galaxy National UK Thriller & crime Novel of the Year, 2011
- Добитник немачке "Cimerzone Debut of the Year" награде, 2012
- Добитник француске "SNC Prix du Polar prize" за најбољи криминалистички роман, 2012
- Добитник "Crimefest Audible Sounds of Crime Award for Best Unabridged Audiobook" награде, 2012 (прочитано од стране Susannah Harker)

## Адаптација филма
Ридли Скот Ridley Scott је стекао право на филм и запослио Rowan Joffe-а као редитеља. Nicole Kidman глуми Кристине Лукас са Colin Firth-ом који глуми њеног мужа.Mark Strong игра др. Едмунд Неш-а и Anne-Marie Duff глуми Кристинину пријатељицу, Клер. Филм је сниман у Лондону и у Twickenham Studios-у.